# Луцій Плавцій Елій Ламія Сільван
Луцій Плавцій Елій Ламія Сільван (лат. Lucius Plautius Aelius Lamia Silvanus; 112 або 113 —після 145) — державний діяч Римської імперії, консул-суффект 145 року.

## Життєпис
Походив з роду нобілів Еліїв. Син Луцій Фунданій Елій Ламія Еліан, консула 116 року, та Рупілії Аннії, родички імператора Траяна. Завдяки своїм родинним зв'язкам зробив гарну кар'єру. У 145 році став консулом-суффектом разом з Луцієм Публіколою Пріском. Займався переважно сенатськими справами. Більше про діяльність нічого невідомо.

## Родина
Дружина — Аврелія Фаділа
Діти:
- Елія Сільвана[bg], дружина Марка Аннія Севера[bg]